# Les Choses de l'amour (film, 1973)
Cet article concerne le film de 1973. Pour le film de 1989, voir Les Choses de l'amour (film, 1989). Pour la chanson de Dalida, voir Les Choses de l'amour.
Pour plus de détails, voir Fiche technique et Distribution.
Les Choses de l'amour (Blume in Love) est un film américain réalisé par Paul Mazursky, sorti en 1973.

## Synopsis
Stephen Blume est un avocat spécialisé dans les divorces, qui vient de rompre avec sa petite amie. Au fur à mesure, il se rend compte qu'il éprouve encore des sentiments amoureux pour elle.

## Fiche technique
- Titre :  Les Choses de l'amour
- Titre original : Blume in Love
- Réalisation : Paul Mazursky
- Scénario : Paul Mazursky
- Photographie : Bruce Surtees
- Musique : Bill Conti
- Production : Paul Mazursky
- Distribution : Twentieth Century Fox
- Pays d'origine : États-Unis
- Langue : anglais
- Format : Couleurs - Mono
- Genre : Comédie dramatique
- Durée : 115 minutes
- Date de sortie : 1973

## Distribution
- George Segal : Stephen Blume
- Susan Anspach : Nina Blume
- Kris Kristofferson : Elmo Cole
- Marsha Mason : Arlene
- Shelley Winters : Mrs. Cramer
- Donald F. Muhich : Analyst
- Paul Mazursky : Hellman
- Erin O'Reilly : Cindy
- Annazette Chase : Gloria
- Shelley Morrison : Mrs. Greco
- Mary Jackson : Louise